# آنری لنسبوری
آنری لنسبوری (انگلیسی: Henri Lansbury؛ زادهٔ ۱۲ اکتبر ۱۹۹۰) یک بازیکن فوتبال اهل بریتانیا است.